# 杜佩雷灣
64°27′S 62°41′W / 64.450°S 62.683°W
杜佩雷灣（英語：Duperré Bay）是南極洲的海灣，位於帕默群島的布拉班特島西南端，處於于洛半島東北部，長6公里，由讓-巴蒂斯特·夏古率領的法國探險隊發現和命名。